# Kabaret Ciach
Kabaret Ciach – kabaret związany z Zielonogórskim Zagłębiem Kabaretowym. Założony w 1994 roku. 

## Historia
Kabaret założony zimą 1994 roku przez studentów ówczesnej Wyższej Szkoły Pedagogicznej w Zielonej Górze (dziś Uniwersytet Zielonogórski) i związany z klubem Gęba. Początkowo występował w składzie: Tomasza Kowalskiego, Zbigniewa Gawrońskiego, Mariusza Matysika, Adama Magiera, Małgorzatę Czyżycką i Janusza Rewersa. Janusz Rewers i Adam Magier podczas studiów uczestniczyli w  zajęciach fakultatywnych z kabaretu prowadzonych przez Władysława Sikorę. 
Obecnie (2023) grupa występuje w składzie: Małgorzata Czyżycka, Tomasz Kowalski, Leszek Jenek (od 2005 r.) oraz Mateusz Czechowski (od 2015 r.) -ex kabaret Hlynur. 
W przeszłości w kabarecie Ciach występowali również Janusz Rewers (do 2014 r.), Jarosław Marek Sobański (obecnie kabaret Zachodni) i Przemysław Żejmo (obecnie kabaret Jurki). 
Kabaret Ciach związany jest z Zielonogórskim Zagłębiem Kabaretowym.
W październiku 2004 roku kabaret występował ze Stanisławem Tymem i Zofią Merle w  Stanach Zjednoczonych z programem "Tym and team" i tam występowali dla Polonii w Nowym Jorku, Detroit i Chicago. Występowali też w Kabaretonach podczas Festiwalu w Opolu (1995, 1997), w "Wieczorze z Alicją" (1997) i w "Mazurskiej Nocy Kabaretowej" w latach 1998-2000, 2003, 2004 i 2005.

## Nagrody
- 2014: Nagroda Kulturalna Miasta Zielona Góra[3]
- 2001: nagroda (zbiorowa) za „Najdowcipniejszy program telewizyjny” (Jujka według Tyma)[2]
- 2001: II Festiwal Dobrego Humoru, Gdańsk[2]
- 1997: wyróżnienie Honorowe Jury na FAMA`97[2]
- 1997: wyróżnienie za tajemniczość (kabaret w ogóle nie wystąpił) – Festiwal Piosenki Debilnej – Wrocław[7]
- 1996: I nagroda – Rybnicka Jesień Kabaretowa „Ryjek” w Rybniku[8]
- 1996: I nagroda oraz  Nagroda Prezydenta Miasta EŁk II Mazurskie Lato Kabaretowe Mulatka, Ełk[7]
- 1995: Grand Prix – I Mazurskie Lato Kabaretowe Mulatka, Ełk[9]
- 1995: I nagroda – Lidzbarskie Biesiady Satyry i Humoru[1]
- 1995: I nagroda oraz Nagroda Publiczności – „Qrza Twarz” Szczecin[9]
- 1994: II nagroda – Przegląd Akademickich Kabaretów Amatorskich – PaKA, Kraków[1][10]
- 1994: Nagroda Gazety Wyborczej – Lidzbarskie Biesiady Satyry i Humoru[2]

## Programy
- „Program Pierwszy”[2]
- „Konia zagrasz! czyli kolejny krok do sławy” (z udziałem Dariusza Kamysa)
- „Miłość, przyjaźń, fajerwerki”[2]
- „Ul. Żwirki i Wigury 24”[2]
- „Pół szklanki soli ”(2006)[2]
- „Listy od widzów”[11]
- „Historie śmiechem pisane” (2015)[12]
- „Gołębie i krety”(2023)[6]